# Nicolás Lodeiro
Marcelo Nicolás Lodeiro Benítez (* 21. März 1989 in Paysandú) ist ein uruguayischer Fußballspieler auf der Position eines offensiven Mittelfeldspielers und Flügelspielers. Seit 2016 spielt er in der Major League Soccer für Seattle Sounders.

## Vereinskarriere

### Vom kleinen Lokalklub zu einem der größten Klubs Uruguays
Lodeiro wurde 1989 in Paysandú an der Grenze zu Argentinien geboren. Sein Vater war der der Partido Nacional angehörige, am 20. Juni 2011 verstorbene, als Edil in Paysandú tätige Politiker Alfonso Lodeiro, der auch als Fußballspieler einige Erfolge vorweisen konnte.
Nicolás Lodeiro begann seine aktive Karriere als Fußballspieler im Nachwuchsbereich des in Paysandú ansässigen Amateurklubs Barrio Obrero. Dabei kam er im Jahre 2001 unter anderem für das Jugendteam aus der Stadt Canelones im Fußballturnier von Salinas zum Einsatz, wo er zum ersten Mal von Scouts des uruguayischen Großklubs Nacional Montevideo gesichtet wurde. Nach einem einwöchigen Probetraining beim Klub aus der uruguayischen Hauptstadt Montevideo wechselte Lodeiro im Jahre 2003 in die U-14-Mannschaft des altehrwürdigen Vereins. Der Scout Daniel López, der auch schon verschiedene andere Talente, wie zum Beispiel Gonzalo Castro Irizábal, Juan Ángel Albín oder Bruno Fornaroli, entdeckt hatte, gab den Tipp den jungen und engagierten Offensivspieler in die Mannschaft zu holen.
Lodeiros Eltern willigten der Aufnahme in die Jugend von Nacional Montevideo nur zu, wenn der Klub für die Kosten des Besuches einer Privatschule aufkommen würde, was dieser schlussendlich auch tat. Nachdem er in die Hauptstadt gegangen war, wurde ihm in noch sehr jungen Jahren eine Wohnung in unmittelbarer Nähe des Vereinssitzes besorgt, von wo aus er es nicht weit zu den Trainingseinheiten und Spielen seines Klubs hatte. Schon in Lodeiros frühem Teenageralter wussten die Jugendtrainer über das außergewöhnliche Talent des Jungen Bescheid und verglichen ihn später, wie auch die verschiedensten Medien, mit dem ebenfalls schon im Jugendalter sehr erfolgreichen und argentinischen FIFA-Weltfußballer des Jahres 2009, Lionel Messi.
Nachdem er bereits mit der U-17- und der U-20-Mannschaft des Klubs erfolgreich war und mit beiden Teams je einen Meistertitel feierte, wurde er im Jahre 2007 erstmals in den Kader des Profiteams mit Spielbetrieb in der Primera División aufgenommen. Sein Profidebüt gab er schließlich am 19. August 2007, dem ersten Spiel der Apertura 2007, bei einem 1:1-Auswärtsremis gegen Centro Atlético Fénix. Knapp dreieinhalb Monate vergingen, als Lodeiro schließlich am 1. Dezember 2007 seinen ersten Treffer für die Mannschaft erzielte. Dabei gelang ihm beim 1:0-Auswärtssieg über den schwächelnden Club Atlético Progreso der einzige Treffer der Begegnung. Über die Liguilla Pre-Libertadores, in der auch Lodeiro ein Tor gegen River Plate Montevideo erzielte, kam das Team in die Copa Libertadores 2008, wo es im Achtelfinale mit einem Gesamtscore von 0:2 aus Hin- und Rückspiel gegen den FC São Paulo ausschied.

### Semifinaleinzug in der Copa Libertadores und nationaler Erfolg
In der Torneo Apertura 2008 zeigte das komplette Team gute Leistungen und erreichte nach 15 absolvierten Ligaspielen mit derselben Anzahl an Punkten sowie der gleichen Anzahl an Siegen, Unentschieden und Niederlagen, aber einer um zwei Tore schlechteren Tordifferenz den zweiten Platz in der Endtabelle. In einem Play-off-Spiel gegen den Erstplatzierten Danubio FC musste der Sieger des Torneo Apertura ermittelt werden; das Spiel gewann schließlich Lodeiros Truppe auswärts mit 2:1. Das finale Meisterschaftsplayoff 2008/09 gewann schließlich der Apertura-Meister Nacional Montevideo mit einem Gesamtscore von 4:2 über den Clausura-Meister Defensor Sporting, wobei im Endspiel auch Lodeiro zum Torerfolg kam.
Bei der zwischen Januar und Juli 2009 laufenden Copa Libertadores 2009, in der der Linksfuß oftmals als Torschütze oder Vorlagengeber agierte, kam die Mannschaft bis ins Halbfinale, wo sie schließlich mit einem Gesamtergebnis von 1:3 gegen Estudiantes de La Plata aus Argentinien vom laufenden Bewerb ausschied.
Zu Torneo Apertura 2009 gab Lodeiro seine bislang beste Offensivleistung und erzielte sieben Tore bei nur acht Einsätzen in Uruguays höchster Liga. Am Meisterschaftsende rangierte Nacional Montevideo mit einem komfortablen Abstand auf den Rest der Liga auf dem ersten Tabellenplatz, wobei die Mannschaft 13 ihrer insgesamt 15 Ligabegegnungen gewann.

### Für 4 Millionen Euro zu Ajax
Nach einer erfolgreichen Zeit bei Nacional Montevideo unterschrieb der Linksfuß am 22. Januar 2010 einen gutdotierten Vertrag beim niederländischen Rekordmeister Ajax Amsterdam. Der Klub aus der Hafenstadt Amsterdam transferierte insgesamt vier Millionen Euro für die Ablöse Lodeiros nach Uruguay, wobei Nacional Montevideo selbst sich noch 15 % der Einnahmen eines möglichen Weiterverkaufs des Stürmers zusichern ließ. Neben dem niederländischen Rekordmeister waren auch noch andere Vereine, wie der AZ Alkmaar, die SSC Neapel oder der FC Liverpool an dem kleingewachsenen Offensivakteur interessiert. Bei Ajax unterschrieb er einen Vertrag mit einer Laufzeit von zweieinhalb Jahren. Bei seinem neuen Verein erhielt er die Rückennummer 45.
Sein Mannschafts- und gleichzeitig Ligadebüt gab Lodeiro schließlich am 7. Februar 2010 bei einem 3:0-Heimerfolg über den FC Twente Enschede, wo er in der 83. Spielminute für Marko Pantelić auf den Rasen kam. Am 11. April 2010 gab der junge Offensivmittelfeldspieler seine erste Torvorlage für Ajax Amsterdam, als er beim klaren 7:0-Kantersieg über die VVV-Venlo in der 63. Minute für Siem de Jong eingewechselt wurde und zwölf Minuten später Pantelić' Tor zur 6:0-Führung vorbereitete. Bis zum Saisonende 2009/10 absolvierte der Uruguayer insgesamt acht Ligapartien, in denen er vorwiegend nur ein paar Minuten auf dem Platz stand. Am Ende erreichte Lodeiro zusammen mit seinem Landsmann Luis Suárez und der gesamten Mannschaft mit einem Punkten Rückstand, aber einer um 46 Tore besseren Tordifferenz lediglich den zweiten Platz in der Endtabelle.
Im KNVB-Pokal der Saison 2009/10 lief es für Ajax Amsterdam besser. Im Finale, das in einem Hin- und einem Rückspiel ausgetragen wurde, gewann Ajax mit einem Gesamtscore von 6:1 über Feyenoord Rotterdam. Bereits im Halbfinalspiel gegen die Go Ahead Eagles kam Lodeiro zum Einsatz und erzielte, nachdem er nur kurz davor eingewechselt wurde, via direkten Freistoß den 6:0-Endstandstreffer für sein Team. 2010/11 und 2011/12 wurde er mit Ajax Niederländischer Meister.

### Botafogo FR
Im Juli 2012 wechselte Lodeiro zu Botafogo FR. Dort absolvierte er 46 Ligaspiele (sieben Tore) in der Série A und 21 Partien (acht Tore) in der Carioca 1. Auch in der Copa do Brasil kam er achtmal zum Einsatz (ein Tor). In der Copa Libertadores absolvierte er acht Spiele (kein Tor) in der Copa Sudamericana eine Begegnung (ein Tor) für die Brasilianer.

### Corinthians São Paulo
Anschließend unterschrieb er am 30. Mai 2014 einen Vertrag bis 2018 bei Corinthians São Paulo. Beim Team aus dem Bundesstaat São Paulo bestritt er sieben Spiele (kein Tor) in der Série A.

### Boca Juniors
Anfang Februar 2015 schloss er sich den Boca Juniors an, bei denen er einen Vertrag für vier Spielzeiten unterschrieb. Bei den Argentiniern lief er insgesamt 30-mal in der Primera División und schoss sechs Tore. Er gewann mit dem Klub die Argentinische Meisterschaft 2015. Zum Pokalsieg in der Copa Argentina 2014/15 trug er mit fünf Einsätzen und zwei Toren bei. In der Copa Libertadores 2015 stand er fünfmal auf dem Platz und traf einmal ins gegnerische Tor. Im Rahmen der Copa Libertadores 2016 erzielte er zwei Treffer bei neun Einsätzen und lief zudem einmal (kein Tor) in der Copa Argentina 2016 auf.

### Seattle Sounders FC
Am  27. Juli 2016 wechselte er für eine Ablösesumme von umgerechnet rund 5,5 Millionen Euro zu den von Sigi Schmid trainierten Seattle Sounders. Er unterschrieb einen Dreijahresvertrag und erhielt die Trikot-Rückennummer 10. Bislang (Stand: Saisonende 2019) absolvierte der US-Amerikaner 101 Ligapartien und schoss 26 Tore. Seit der Saison 2019 ist Lodeiro fester Kapitän der Sounders. Mit Seattle konnte er zweimal den MLS Cup für sich und sein Team entscheiden. Das waren 2016 und 2019 jeweils gegen den Toronto FC. 2019 hatte er auch einen großen Anteil am Sieg. Er schoss im Cup zwei Tore in vier Spielen.

### Orlando City
Nach dem Auslaufen seines Vertrags in Seattle schloss er sich als Free-Agent im Januar 2024 zur kommenden Saison Orlando City an.

## Nationalmannschaftskarriere

### U-20
Erste internationale Erfahrung sammelte Lodeiro mit der U-20-Nationalmannschaft seines Heimatlandes, in die er erstmals am 13. Mai 2008 unter Trainer Diego Aguirre im Spiel gegen Mexiko debütierte und für die er 2009 als Mannschaftskapitän an der Junioren-Fußballweltmeisterschaft in Ägypten teilnahm. Während des Turniers bot die gesamte Mannschaft eine gute Leistung und schaffte es bis ins Achtelfinale des Bewerbs, wo sie schließlich am späteren Finalisten Brasilien mit 1:3 scheiterte. Bei der Junioren-WM kam der damals bereits 20-Jährige in vier Länderspielen zum Einsatz, in denen er zwei Tore für sein Heimatland erzielte. Im Technischen Bericht des Turniers wird Lodeiro als einer von drei herausragenden Spielern seines Teams geführt und als „stark am Ball, unermüdlicher Einsatz, Spielmacher mit gutem Passspiel und starken Distanzschüssen, wendig, schnell, intelligent“ beschrieben.
Zuvor nahm der Offensivakteur und Ballkünstler bereits am U-20-Südamerikameisterschaft des Jahres 2009 teil, in dem er mit der Mannschaft den dritten Platz, des in reinen Gruppenspielen ausgetragenen Turniers, erreichte. Insgesamt absolvierte er während seiner Zugehörigkeit zu Uruguays U-20-Nationalteam 21 Länderspiele und kam sechs Mal zum Torerfolg. Mit den guten Leistungen in der U-20-Nationalelf machte sich Lodeiro bei den Verantwortlichen der A-Nationalmannschaft Uruguays bemerkbar.

### A-Nationalmannschaft
Im November 2009 wurde Lodeiro schließlich vom uruguayischen Cheftrainer Óscar Tabárez in die A-Nationalmannschaft berufen. Sein Debüt gab Lodeiro schließlich am 14. November 2009 beim Relegationshinspiel nach dem Abschluss der WM-Qualifikation gegen Costa Rica, als er von Beginn an auf dem Rasen stand und ab der 61. Spielminute durch Jorge Marcelo Rodríguez ersetzt wurde. Das Spiel endete in einem 1:0-Auswärtssieg Uruguays. Bei seinem zweiten Einsatz nur vier Tage später im Rückspiel gegen Costa Rica fixierte er mit der Mannschaft die Teilnahme an der WM-Endrunde 2010, da dem Team Rückspiel ein 1:1-Remis für die Qualifikation reichte.
Im Mai 2010 wurde Lodeiro von Tabárez in den vorläufigen 30-Mann-Kader Uruguays für die WM 2010 in Südafrika nominiert und verblieb nach der Streichung einiger Spieler im finalen 23-Mann-Kader seines Heimatlandes. Beim ersten Gruppenspiel der Nationalmannschaft Uruguays bei der Fußball-Weltmeisterschaft 2010 am 11. Juni 2010 gegen die Mannschaft von Frankreich wurde er in der 63. Minute eingewechselt und erhielt in der 81. Minute vom japanischen Schiedsrichter Yūichi Nishimura wegen wiederholten Foulspiels die Gelb-Rote Karte. Auch im Achtelfinalspiel gegen Südkorea und der Viertelfinalbegegnung mit Ghana kam er als Einwechselspieler zu weiteren Einsätzen im Turnier. Das Halbfinale verpasste er jedoch aufgrund eines Bruchs, den er sich in der Partie gegen Ghana im rechten Fuß zugezogen hatte. 2011 gewann er mit der Celeste die Copa América 2011. Bei der Weltmeisterschaft 2014 in Brasilien gehörte er erneut dem Aufgebot Uruguays an. Auch bei der Copa América 2015 war er Mitglied des uruguayischen Kaders.
Einschließlich seines bislang letzten Einsatz am 25. Juni 2019 absolvierte er 60 Länderspiele (fünf Tore) für sein Heimatland.

### Olympiamannschaft
Lodeiro, der dem uruguayischen Aufgebot beim olympischen Fußballturnier der Olympischen Spiele 2012 angehörte, absolvierte von seinem Debüt am 11. Juli 2012 in der vorolympischen Partie gegen Chile insgesamt sechs Länderspiele für diese Auswahl.

## Auszeichnungen
Im Rahmen der Ehrungen der besten uruguayischen Sportler des Zeitraums 2009–2010 („Deportista del Año“) wurde er am 28. März 2011 seitens des Comité Olímpico Uruguayo im Teatro Solís als bester Sportler des Jahres 2009 in der Sparte „Fußball“ ausgezeichnet.

## Erfolge

### Verein

#### Mit Nacional
- U-17-Meister
- U-20-Meister
- Sieger der Liguilla Pre-Libertadores 2008
- Meister der Torneo Apertura 2008
- Meister der uruguayischen Primera División 2008/09
- Meister der Torneo Apertura 2009

#### Mit Ajax
- 2× Niederländischer Meister: 2010/11 (ohne Ligaeinsatz), 2011/12
- 1× niederländischer Vizemeister: 2009/10
- 1× niederländischer Pokalsieger: 2009/10

#### Mit Botafogo
- 1× Staatsmeisterschaft von Rio de Janeiro: 2013
- 1× Taça Guanabara: 2013
- 1× Taça Rio: 2013

#### Mit Boca Juniors
- 1× Argentinischer Meister: 2015
- 1× Argentinischer Pokal: 2015

#### Mit den Seattle Sounders
- MLS Cup: 2016, 2019

### Nationalmannschaft
- Copa América 2011

## Spielstil
Der Vergleich mit dem Weltfußballer von 2009, Lionel Messi, kommt nicht von ungefähr. Mit seinem Talent, seiner guten Physis und der gut entwickelten Spielintelligenz ist der Linksfuß Lodeiro dem argentinischen Stürmerstar sehr ähnlich. Laut Daniel Enríquez, dem Sportdirektor von Nacional Montevideo, besitzt der nur knapp 1,73 m große Lodeiro einen großartigen Schuss und ist ein sehr guter Pass- und Flankengeber.